# Cyprinus fuxianensis
Cyprinus fuxianensis är en fiskart som beskrevs av Yang et al., 1977. Cyprinus fuxianensis ingår i släktet Cyprinus och familjen karpfiskar. IUCN kategoriserar arten globalt som akut hotad. Inga underarter finns listade i Catalogue of Life.